# Las Horquetas
Las Horquetas es el tercer distrito del cantón de Sarapiquí, en la provincia de Heredia, de Costa Rica.

## Ubicación
Está ubicado en la región septentrional del país y limita con los distritos de Puerto Viejo al norte, Vara Blanca al sur y La Virgen al oeste. Mientras que al este colinda con la provincia de Limón.
Su cabecera, el pueblo de Horquetas, está ubicado a 16.9 km (16 minutos) al SE de la ciudad de Puerto Viejo y 68.5 km (1 hora 14 minutos) al NE de San José la capital de la nación. 
Otra pueblo importante es Río Frío, la localidad más grande del distrito, ubicado a unos 8.5 km al oeste de la villa de Horquetas (12 minutos).

## Geografía
Las Horquetas cuenta con un área de 564,59 km² y una altitud media de 68 m s. n. m.
Es el distrito más extenso del cantón por superficie.  Presenta un territorio montañoso en su zona suroeste, mientras que en dirección norte y este, el terreno va en descenso y termina en las llanuras de Sarapiquí.

## Demografía
Para el año 2022, Las Horquetas cuenta con una población estimada de 27 950 habitantes, y para el último censo efectuado, en 2011, Las Horquetas contaba con una población de 24 331 habitantes.

## Localidades
- Poblados: Bambuzal, Cerro Negro (parte), Colonia Bambú, Colonia Colegio, Colonia Esperanza, Colonia Huetar, Colonia Nazareth, Colonia Victoria, Colonia Villalobos, Cubujuquí, Chiripa, Fátima, Flaminia, Finca Dos, Finca Tres, Finca Cinco, Finca Agua, Finca Zona Siete, Finca Zona Ocho, Finca Zona Diez, Finca Zona Once, Isla, Isla Grande, Isla Israel, La Conquista, La Chávez, La Vuelta, Rambla, Pedernales, Platanera, Río Frío, San Bernardino, San Isidro, San Luis, Santa Clara, Ticarí, Tigre, Villa Isabel, Villa Nueva.

## Economía
Los cultivos extensivos de banano, piña y palmito dirigidos a la exportación juegan un papel importante en la zona, dominando el paisaje y constituyendo la principal fuente de ingreso para muchos de sus habitantes.
Las villas de Horquetas y Río Frío cuentan con servicios de salud y educación, además de ofrecer espacios recreativos para el entretenimiento.
En el ámbito comercial, sobresale la venta de alimentos, calzado, ropa y artículos para el hogar.

## Transporte

### Carreteras
Al distrito lo atraviesan las siguientes rutas nacionales de carretera:
- Ruta nacional 4
- Ruta nacional 229
- Ruta nacional 817